# Виндт, Герберт
Герберт Виндт (нем. Herbert Windt; 15 сентября 1894, Зенфтенберг — 22 ноября 1965, Дайзенхофен) — немецкий композитор, кинокомпозитор.
Будучи студентом консерватории, в 1914 году ушёл добровольцем на фронт, был тяжело ранен и награждён Железным крестом II класса.
После войны учился в Берлинском университете искусств у Франца Шрекера, был неоднократно отмечен на музыкальных конкурсах. В 1931 году вступил в НСДАП.
Стал известен благодаря своей музыке к известным фильмам нацистской Германии. В частности, для Лени Рифеншталь написал музыку к таким её фильмам, как «Триумф воли» (1935), «Олимпия» (1938), «Долина» (1940/54).  
Похоронен на кладбище Вальдфридхоф в Мюнхене.

## Сочинения
- Опера «Андромаха» (первое исполнение — 1932, Берлин)
- Партитуры к фильмам:
  - Утренняя заря (Morgenrot), 1933
  - Беженцы (Flüchtlinge), 1933
  - Победа веры (Der Sieg des Glaubens), 1933
  - Всадники Германской Восточной Африки, 1934
  - Триумф воли (Triumph des Willens), 1934/35
  - Незнакомка (Die Unbekannte), 1936
  - Паромщица Мария (Fährmann Maria), 1936
  - Олимпия (Olympia), 1938
  - Пур ле мерит (Pour le Mérite), 1938
  - «Легион «Кондор»» (1939).
  - Фридрих Шиллер — триумф гения (Friedrich Schiller — Triumph eines Genies), 1940
  - Поход на Польшу (Feldzug in Polen), 1940
  - Победа на Западе (Sieg im Westen), 1941
  - Отставка (Die Entlassung), 1942
  - ГПУ (G.P.U.), 1942
  - Парацельс (Paracelsus), 1943
  - Экипаж «Доры» (Besatzung Dora), 1943
  - Семья Дегенхардт (Die Degenhardts), 1944
  - Долина (Tiefland), 1954
  - Собаки, вы хотите жить вечно? (Hunde, wollt ihr ewig leben) 1958
  - Во имя матери (Im Namen einer Mutter) 1960